# أندراتي
أندرات، هي بلدية (بلدية) في مدينة تورينو في المنطقة الإيطالية بيدمونت، وتقع على بعد حوالي 50 كيلومترًا (31 ميلًا) شمال تورين.
تقع أندرات على حدود البلديات التالية: سيتيمو فيتون ودوناتو ونوماجليو وبورغوفرانكو دي إيفريا ووشيافيرانو.
تقع على قمة رصيف إيفريا، وتتراوح ارتفاعاتها من 550 إلى 2227 مترًا فوق مستوى سطح البحر.
قد يكون اسم هذه المدينة من أصول سلتيك.  قد يأتي من هذه الكلمات (النهاية) والفن (الأرض).